# Rae Bareli
Rae Bareli (alternativ stavning Raebareli) är en stad i den indiska delstaten Uttar Pradesh, och är administrativ huvudort för distriktet Rae Bareli. Staden hade 191 316 invånare vid folkräkningen 2011.